# Hypsugo eisentrauti
Hypsugo eisentrauti là một loài động vật có vú trong họ Dơi muỗi, bộ Dơi. Loài này được Hill mô tả năm 1968.